# Cincloramphus mathewsi
Cincloramphus mathewsi là một loài chim trong họ Locustellidae.

## Hình ảnh

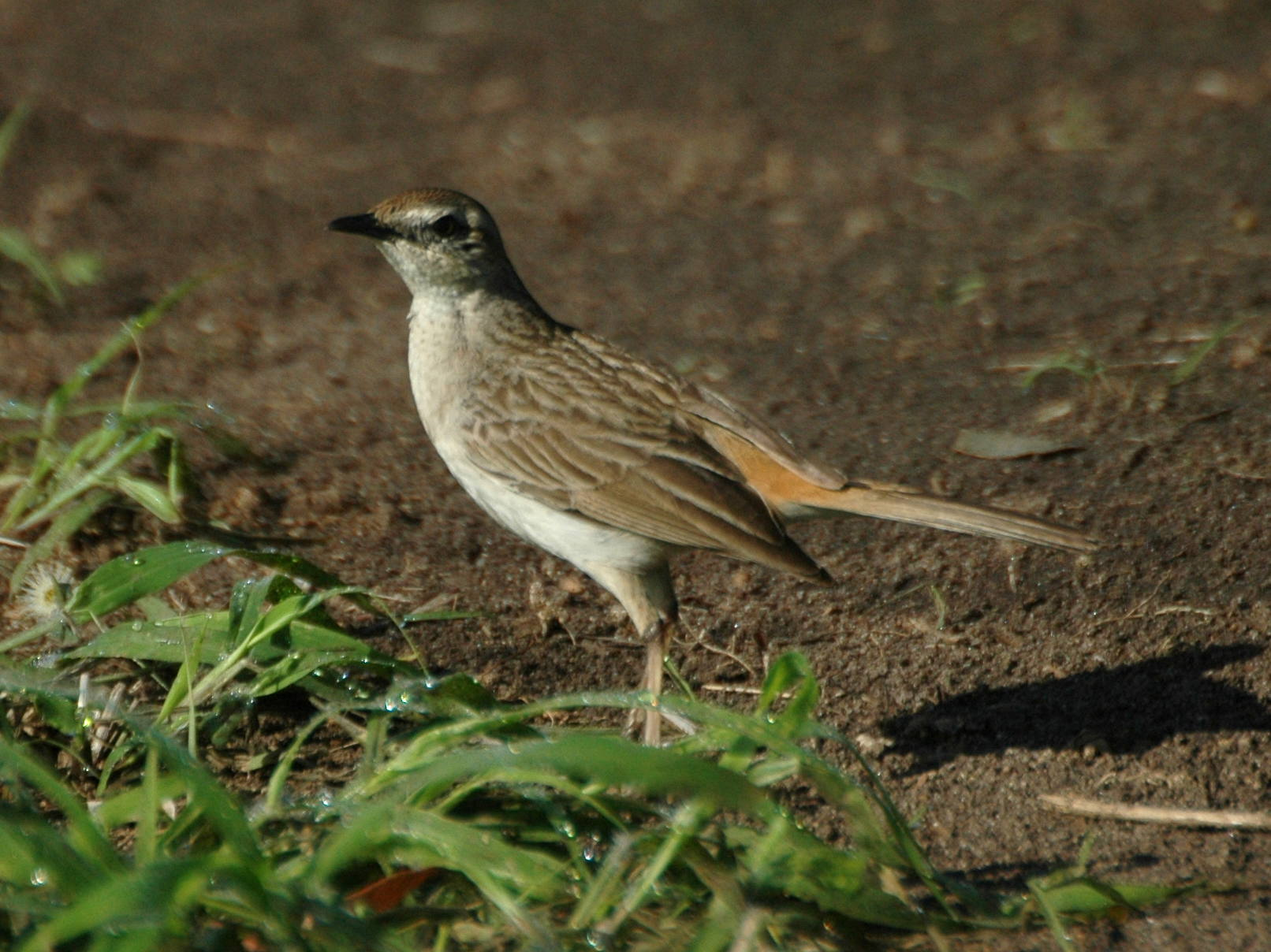
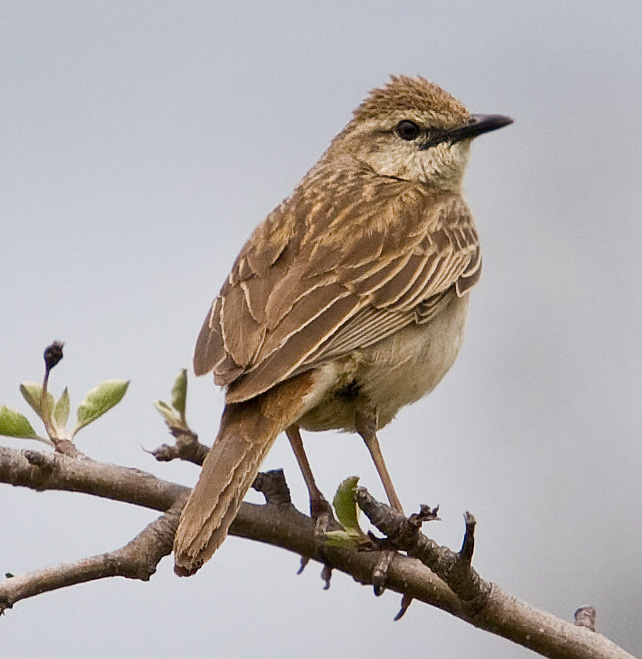